# Sergio Galdós
Sergio Galdós (* 2. Januar 1990 in Arequipa) ist ein peruanischer Tennisspieler, der als Doppelspezialist gilt.

## Karriere
Sergio Galdós spielt hauptsächlich auf der ATP Challenger Tour und der ITF Future Tour. Er feierte bislang 15 Doppelsiege auf der Future Tour. Auf der Challenger Tour gewann bis jetzt zehn Doppelturniere. Zum 11. Juni 2012 durchbrach er erstmals die Top 600 der Weltrangliste im Einzel und seine höchste Platzierung war ein 590. Rang im Juni 2012.
Sergio Galdós spielt seit 2009 für die peruanische Davis-Cup-Mannschaft. Für diese trat er in zehn Begegnungen an und eine Einzelbilanz von 4:0 und eine Doppelbilanz von 7:3 aufzuweisen hat.

## Erfolge
| Legende (Anzahl der Siege)  |
| Grand Slam                  |
| ATP World Tour Finals       |
| ATP World Tour Masters 1000 |
| ATP World Tour 500          |
| ATP World Tour 250          |
| ATP Challenger Tour (14)    |

### Doppel

#### Turniersiege
| Nr. | Datum              | Turnier          | Belag     | Partner            | Finalgegner                                   | Ergebnis          |
| --- | ------------------ | ---------------- | --------- | ------------------ | --------------------------------------------- | ----------------- |
| 1.  | 2. März 2013       | Salinas (1)      | Sand      | Marco Trungelliti  | Jean Andersen Izak van der Merwe              | 6:4, 6:4          |
| 2.  | 20. April 2013     | Panama-Stadt (1) | Sand      | Jorge Aguilar      | Júlio César Campozano Alejandro González      | 6:4, 6:4          |
| 3.  | 7. Juli 2013       | Manta            | Hartplatz | Marcelo Arévalo    | Alejandro González Carlos Salamanca           | 6:3, 6:4          |
| 4.  | 22. November 2014  | Lima (1)         | Sand      | Guido Pella        | Marcelo Demoliner Roberto Maytín              | 6:3, 6:1          |
| 5.  | 12. September 2015 | Barranquilla     | Sand      | Marcelo Arévalo    | Duilio Beretta Mauricio Echazú                | 6:1, 6:4          |
| 6.  | 25. September 2016 | Santos           | Sand      | Máximo González    | Rogério Dutra da Silva Fabrício Neis          | 6:3, 5:7, [14:12] |
| 7.  | 29. Oktober 2016   | Lima (2)         | Sand      | Leonardo Mayer     | Ariel Behar Gonzalo Lama                      | 6:2, 7:67         |
| 8.  | 12. November 2016  | Bogotá           | Sand      | Marcelo Arévalo    | Ariel Behar Gonzalo Escobar                   | 6:4, 6:1          |
| 9.  | 9. April 2017      | Panama-Stadt (2) | Sand      | Caio Zampieri      | Kevin Krawietz Adrián Menéndez                | 1:6, 7:65, [10:7] |
| 10. | 12. August 2017    | Floridablanca    | Sand      | Nicolás Jarry      | Sekou Bangoura Evan King                      | 6:3, 5:7, [10:1]  |
| 11. | 1. Mai 2021        | Salinas (2)      | Hartplatz | Nicolás Barrientos | Antonio Cayetano March Thiago Agustín Tirante | kampflos          |
| 12. | 19. Juni 2021      | Forlì            | Sand      | Orlando Luz        | Pedro Cachín Camilo Ugo Carabelli             | 7:5, 2:6, [10:8]  |
| 13. | 10. Juli 2021      | Salzburg         | Sand      | Facundo Bagnis     | Robert Galloway Alex Lawson                   | 6:0, 6:3          |
| 14. | 30. Oktober 2021   | Lima (3)         | Sand      | Gonçalo Oliveira   | Tomás Barrios Vera Alejandro Tabilo           | 6:2, 2:6, [10:5]  |

#### Finalteilnahmen
| Nr. | Datum          | Turnier   | Belag     | Partner        | Finalgegner                     | Ergebnis |
| --- | -------------- | --------- | --------- | -------------- | ------------------------------- | -------- |
| 1.  | 6. August 2017 | Los Cabos | Hartplatz | Roberto Maytín | Juan Sebastián Cabal Treat Huey | 2:6, 3:6 |